# Слобода (Киевская область)

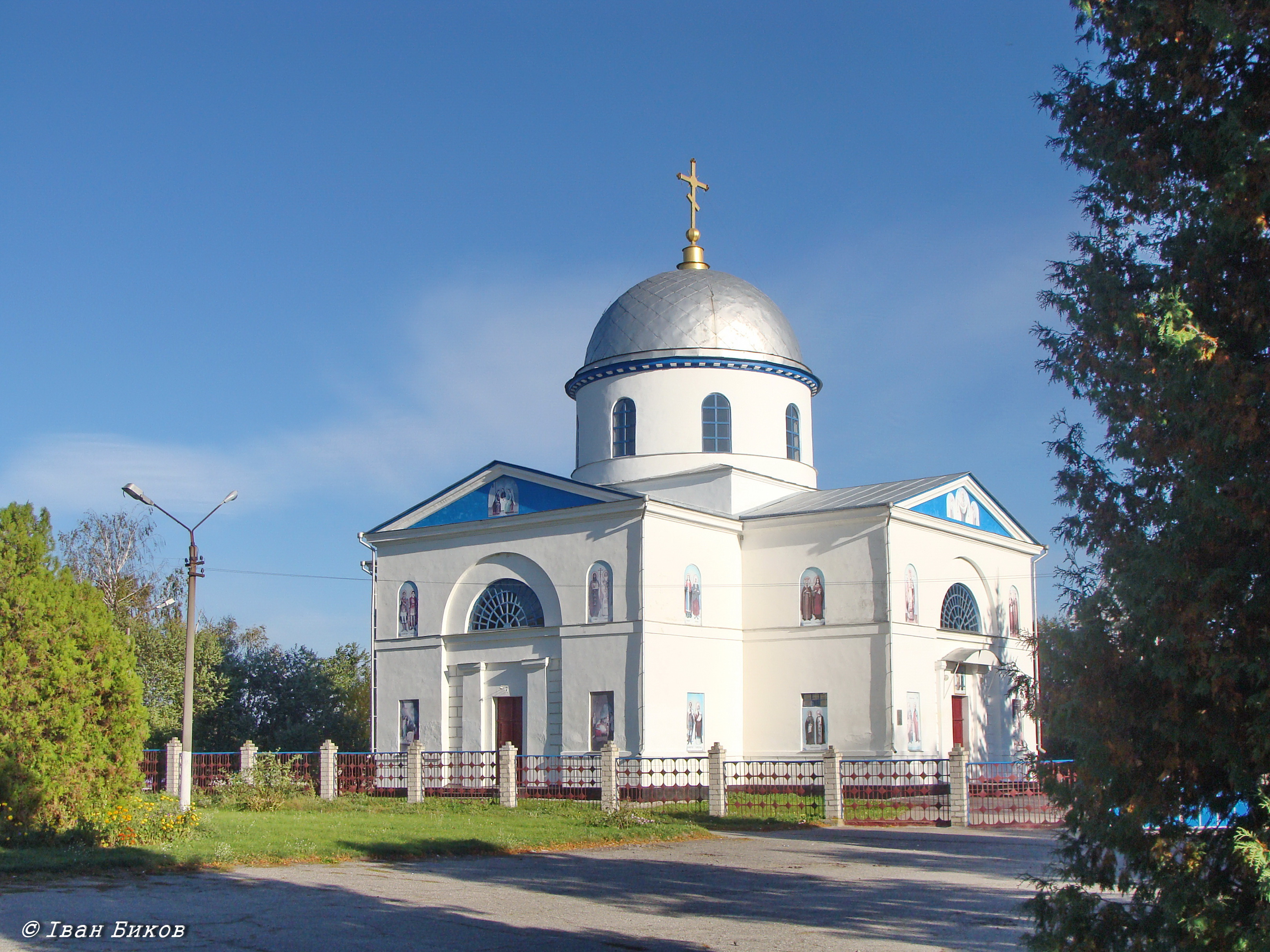
Церковь Святой Анны. 1840-е-1852 гг.

Слобода́ (укр. Слобода) — село, входит в Кагарлыкский район Киевской области Украины.
Население по переписи 2001 года составляло 1821 человек. Почтовый индекс — 09250. Телефонный код — 4573. Занимает площадь 8,932 км². Код КОАТУУ — 3222286801.

## Местный совет
09250, Київська обл., Кагарлицький р-н, с. Слобода, пл. Слави, 66

## Известные люди
- В селе родился Лесовой, Тимофей Григорьевич — Герой Социалистического Труда.